# アクセル・オクセンシェルナ

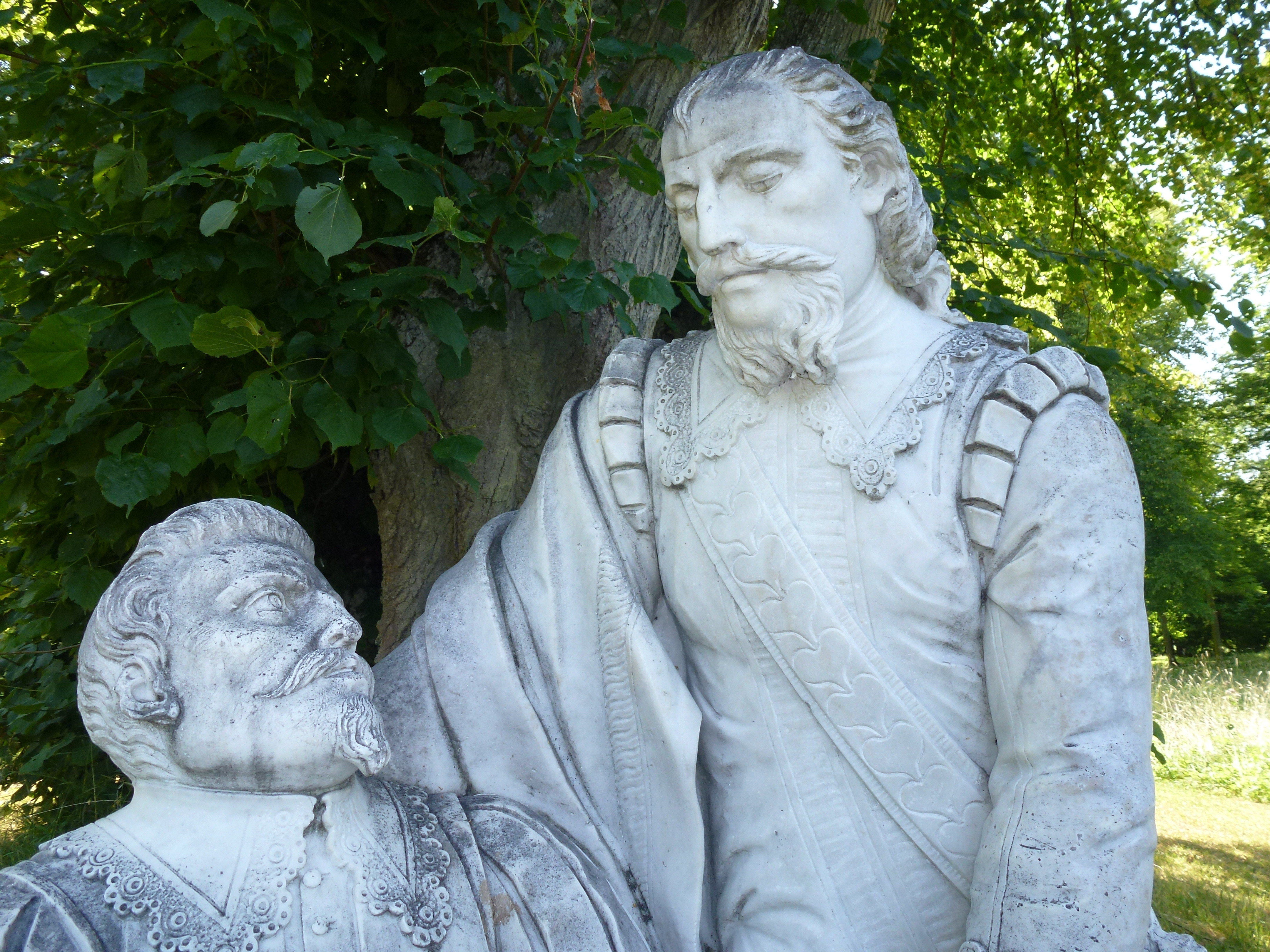
スヴァットシュー城（en）にあるグスタフ2世アドルフとオクセンシェルナの像

アクセル・グスタフソン・オクセンシェルナ（Axel Gustafsson Oxenstierna, 1583年6月16日 - 1654年8月28日）伯爵は、スウェーデンの宰相、政治家、軍人。スウェーデン・ヴァーサ朝のグスタフ2世アドルフとその娘クリスティーナに仕えた名宰相。三十年戦争を戦い抜き、スウェーデンの官僚制度を整備して大国時代を作り上げた人物。

## 生涯
オクセンシェルナは1612年に宰相になった。1611年に開始されたカルマル戦争終結において重要な役目を果たし（クネレド条約）、名君グスタフ・アドルフと共に戦場を駆けめぐり、重臣として片時も離れる事なく、内政面で主君を支え続けた。官僚制度と商法及び郵便制度を近代化し、学問の重要性にも着目してウプサラ大学の学長に就任している。グスタフ・アドルフは軍事的天才であったが、短気で血気盛んな性格で、冷静で慎重なオクセンシェルナの手腕によって事無きを得る事も多かった。グスタフ・アドルフが軍事的資質を発揮できたのも、オクセンシェルナあってこそだと言える。この二人の性格をよく表したものとして、「オクセンシェルナよ。人が皆おまえのように冷静であったら世界は凍り付いてしまうな」「人が皆、陛下のように短気であれば、世界が燃え尽きてしまいます」という会話が伝えられている。
ドイツ（神聖ローマ帝国）で三十年戦争が始まると、スウェーデンはルター派プロテスタントに救いの手を差し伸べて参戦する。グスタフ・アドルフは軍を率いて北ドイツに上陸し、ブライテンフェルトの戦いなどでカトリックを破り、獅子王の勇名を馳せる事になる。1632年にはグスタフの援軍要請に応え、5万の軍隊を編成してドイツに渡っている。
1632年11月6日、復帰したヴァレンシュタイン将軍率いる神聖ローマ皇帝軍とグスタフ・アドルフ率いるスウェーデン軍が激突した（リュッツェンの戦い）。混戦の中、グスタフ・アドルフは弾雨の矢面に立たされ、銃弾を浴びて落馬、戦死する。オクセンシュルナは指揮権を継承したザクセン・ヴァイマール公ベルンハルトを補佐し、激戦の末、スウェーデン軍は皇帝軍を撃破した。しかしヴァレンシュタインを潰走させただけでは、偉大な名君の死を償う事は出来なかった。
死別まで変わらぬ友情を結び続けていたグスタフ・アドルフとオクセンシェルナだったが、政治的な志向ではグスタフ・アドルフは中央集権的であり、貴族階級の代表者であったオクセンシェルナの立場とは相容れない部分もあった。在位の中で、グスタフ・アドルフが助言を求めずに独自にした判断もある。しかし多くの場面でグスタフ・アドルフはオクセンシェルナの助言を常に求め、別行動の際にはその助言を得られないことを残念がった。その強固な協力関係は、制度の近代化とカトリックへの勝利という共通目的が生み出したものとされている。
グスタフ・アドルフの死後、オクセンシェルナはグスタフ・ホルンら同僚の将軍にスウェーデン軍の指揮を任せ、本国に帰還する。オクセンシェルナは、主君の遺子クリスティーナを王位に就け、摂政団の中心となってスウェーデンの国政を取り仕切った。オクセンシェルナは、王を失い弱体化したスウェーデン軍の劣勢を救うべくプロテスタント諸侯を糾合し、ハイルブロン同盟を結成するなどの成果を挙げ、三十年戦争の最終的勝利を演出して、見事大国の座を勝ち取るのである。その中でも反ハプスブルクを掲げながらも側面支援に留まっていたフランスを直接参戦させたことは見事な手腕といえる。
晩年のオクセンシェルナは必ずしも幸福ではなかった。カトリックとの融和路線をとった主君クリスティーナは、グスタフ・アドルフの政策を引き継いで対決姿勢を崩さなかった彼を次第にスウェーデン政治の中心から遠ざけ、オクセンシェルナはやがて国政から引退する。そしてスウェーデンが三十年戦争の講和条約ヴェストファーレン条約によって北方の覇権を確立し、バルト帝国の座に君臨するのを見届けて、オクセンシェルナは1654年にこの世を去った。
グスタフ・アドルフとオクセンシェルナはお互いを敬愛していた間柄でもあった。今日のスウェーデンの首都ストックホルム、グスタフ・アドルフス広場には、グスタフ・アドルフの銅像があり、それを下から仰ぐ位置にオクセンシェルナの銅像がある。